# Taddeo Gaddi (Kardinal)
Taddeo Gaddi (* 22. Januar 1520 in Florenz, Italien; † 22. Dezember 1561 in Manfredonia) war Kardinal und römisch-katholischer Bischof.

## Leben
Der Jurist wurde am 21. Juni 1535 zum Erzbischof von Cosenza ernannt, erhielt aber einen Administrator zur Leitung der Diözese, bis er das Alter von 27 Jahren erreicht hatte. Seit 1536 als Nachfolger seines Onkels, des Kardinals Niccolò Gaddi, auch Kommendatarabt von San Leonardo in Siponto, Archipresbyter und Kanoniker der Florentiner Kathedrale Santa Maria del Fiore und Pfarrer von Santa Maria Novella in Chianti, war er ab 1552 Apostolischer Referendar.
Papst Paul IV. kreierte ihn am 15. März 1557 zum Kardinalpriester und wies ihm am 24. März 1557 die Titelkirche San Silvestro in Capite zu.